# Phreatodessus pluto
Phreatodessus pluto är en skalbaggsart som beskrevs av Ron Garth Ordish 1991. Phreatodessus pluto ingår i släktet Phreatodessus och familjen dykare. Inga underarter finns listade i Catalogue of Life.